# STAYC
STAYC (hangul: 스테이씨; acrônimo para Star To A Young Culture) é um girl group sul-coreano formado pela High Up Entertainment. O grupo é formado por seis integrantes: Sumin, Sieun, Isa, Seeun, Yoon e J. O grupo estreou em 12 de novembro de 2020, com o lançamento de seu primeiro single álbum, Star to a Young Culture.

## Nome
O nome do grupo, STAYC, é um acrônimo para "Star To A Young Culture", e tem como objetivo "refletir o objetivo do ato de dominar a cultura pop".

## História

### 2016–2019: Pré-estreia
Sieun era conhecida antes de se juntar ao grupo, tanto por ser filha do cantor veterano Park Nam-jung, como pelos seus trabalhos na atuação em dramas como The Good Wife, Queen for Seven Days e The Crowned Clown. Ela ganhou o prêmio  Youth Acting Award na premiação SBS Drama Awards 2018 pelo seu papel em Still 17.
Seeun também era uma atriz conhecida, aparecendo em dramas como The Guardians e Circle.
Antes do sua estreia, STAYC eram conhecidas como "High Up Girls", por causa do nome da empresa, High Up Entertainment.

### 2020: Estreia comStar To A Young Culture

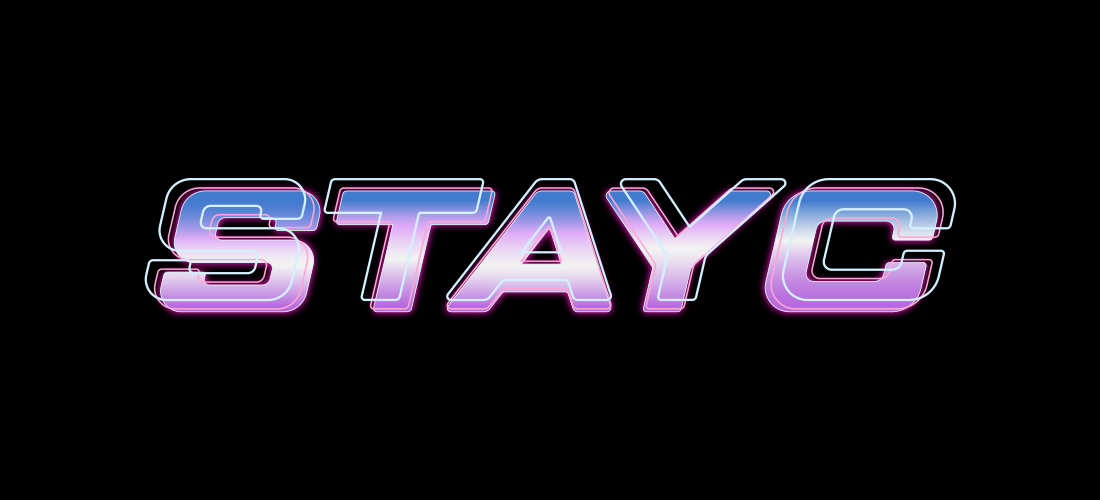
Logotipo oficial de STAYC até fevereiro de 2022

Em 8 de setembro, foi anunciado que High Up Entertainment iria estrear seu primeiro girl group, com Sieun sendo nomeada sua primeira integrante. No dia seguinte, Sumin e Seeun foram anunciadas como a segunda e terceira integrantes do grupo. Em 11 de outubro, a High Up Entertainment anunciou que o grupo estrearia em 12 de novembro. As três últimas integrantes - Isa, J e Yoon foram reveladas em filmes prólogo em 12, 13 e 14 de outubro, respectivamente. Em 22 de outubro, o título de seu single álbum foi anunciado como Star to a Young Culture, com o single "So Bad". A programação prévia foi divulgada no mesmo dia. O single álbum foi anunciado para ser produzido por Black Eyed Pilseung, dupla conhecida por sucessos anteriores como "TT" e "Touch My Body". A dupla produtora descreveu o som do grupo como "Teen Fresh", uma combinação de "Teen" e "Fresh", destacando as "cores vocais individuais e únicas" do grupo. Antes do lançamento do álbum, as promoções eram feitas por meio da página do 1theK no YouTube. Isso incluiu covers de dança de grupos como Blackpink, BTS e Stray Kids, que receberam mais de 1 milhão de visualizações antes do debut do grupo, e uma versão vocal de canções de Twice e Red Velvet, que recebeu mais de 2 milhões de visualizações.
Em 12 de novembro, o videoclipe do single do álbum "So Bad" foi lançado, recebendo mais de 2,6 milhões de visualizações nas primeiras 24 horas. Seu álbum foi lançado no mesmo dia, vendendo mais de 4.300 cópias em seu primeiro dia, o maior número de vendas para um álbum de estreia de um girl group em 2020. Ele vendeu mais de 10.000 cópias em sua primeira semana, tornando-se o primeiro álbum de estreia de um girl group em 2020 a fazê-lo. Elas promoveram o álbum por meio de um showcase de estreia no V Live, promovendo tanto o single, "So Bad", e o lado B "Like This". O grupo fez sua estreia em programas musicais em 13 de novembro de 2020 no Music Bank da KBS, que foi seguido por apresentações no Show Champion, Inkigayo e The Show. O álbum estreou na posição 17 na Gaon Album Chart semanal. "So Bad" estreou em 90º lugar na K-pop Hot 100 da Billboard e em 21º na tabela World Digital Song Sales.

### 2021:StaydomeStereotype
Em 18 de março de 2021, foi anunciado que o grupo estava se preparando para o seu primeiro retorno. O grupo voltou com seu segundo single álbum Staydom e seu single "ASAP" em 8 de abril. O videoclipe de "ASAP", lançado consecutivamente com o lançamento do álbum, atingiu 20 milhões de visualizações em nove dias. Staydom vendeu 56.198 cópias em seu primeiro mês, tornando o STAYC o primeiro girl group novato de 2020 a vender mais de 50.000 cópias com um single álbum. O single também entrou na parada semanal Billboard K-pop 100. Staydom vendeu 56.198 cópias em seu primeiro mês.
Em 4 de agosto, foi anunciado que o grupo está se preparando para um retorno previsto para o início de setembro, e que o videoclipe da faixa principal ja havia sido gravado. Em 6 de setembro, o grupo lançou seu primeiro extended play Stereotype e sua faixa-título de mesmo nome. O ep alcançou a marca de 114.203 cópias vendidas em sua primeira semana pela Hanteo, se tornando a melhor estreia do grupo até então. No dia 14 de setembro, o grupo conquistou sua primeira vitória em um programa musical, no The Show. Ao todo a música teve 3 vitórias. No dia 15 de setembro, o EP estreiou na segunda posição da Gaon Album Chart, a maior posição do grupo na tabela até então.

### 2022:Young-Luv.com,We Need LoveePOPPY

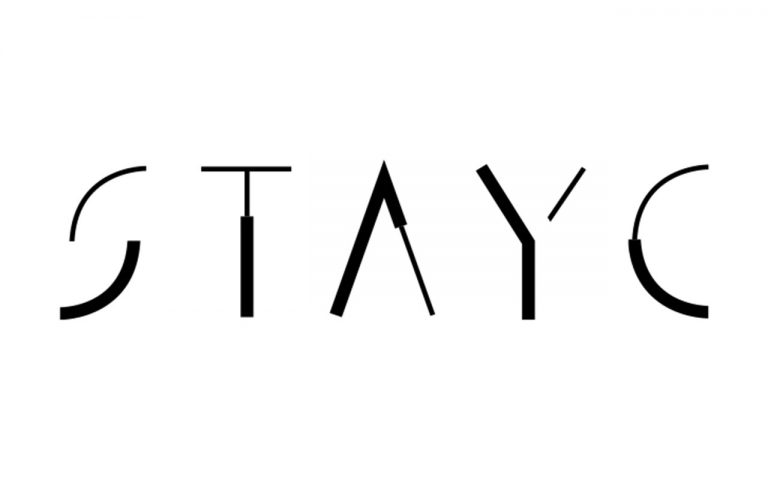
Logo oficial de STAYC desde fevereiro de 2022

Em 28 de janeiro de 2022, a High Up Entertainment anunciou que STAYC estava se programando para lançar um novo álbum em fevereiro de 2022. Em 21 de fevereiro, o grupo lançou seu segundo extended play Young-Luv.com, juntamente com a faixa-título RUN2U. No dia 1 de março, a musica recebeu sua primeiro vitória em um programa no musical no The Show. No dia 2 de março o ep estreiou na primeira posição no Gaon Album Chart, se tornando o primeiro álbum do grupo a atingir essa posição.
No dia 15 de maio, o grupo lançou sua primeira trilha sonora, STAR, para a série Our Blues da rede de TV coreana TVN.
Em 29 de junho, foi divulgado para a mídia coreana que o grupo estava nas fazes finais de preparação para um novo lançamento em julho do mesmo ano. Em 30 de junho, foi divulgado pelas redes do grupo que elas lançariam o seu terceiro single álbum, We Need Love, com o single Beautiful Monster no dia 19 de julho.
No dia 14 de outubro foi anunciado que o grupo faria o seu debut japonês no dia 23 de novembro, com o single Poppy e a versão japonesa do single ASAP.

### 2023:Teddy Bear, Teenfresh e Lit
No dia 17 de janeiro de 2023, foi divulgado que o grupo faria seu retorno com um lançamento coreano em fevereiro do mesmo ano. No dia 1 de fevereiro, foi anunciado que o grupo fará o seu retorno com o seu quarto single álbum, Teddy Bear, com o single de mesmo nome no dia 14 de fevereiro, e no dia 3 de fevereiro será lançado como pré single a versão coreana da musica Poppy. No dia 22 de fevereiro o álbum estreiou na primeira posição no Gaon Album Chart, se tornando o segundo álbum do grupo a atingir essa posição, e posteriormente, se tornou o primeiro álbum do grupo a passar múltiplas semanas na primeira posição da tabela.
No dia 22 de fevereiro foi anunciado que o grupo faria o seu primeiro comeback japonês com as versões em japonês das musicas Teddy Bear e Stereotype, com lançamento previsto para o dia 5 de abril do mesmo ano. Simultaneamente, foi divulgado que o grupo fará dois showcases para o lançamento, um em Osaka e outro em Tóquio.
No dia 16 de julho foi anunciado que o grupo está em preparações finais para o seu comeback no dia 16 de agosto com o terceiro extended play Teenfresh com o single Bubble.
No dia 27 de julho foi anunciado a primeira turnê mundial do grupo, STAYC 1ST WORLD TOUR [TEENFRESH], com início em Seul no dia 23 de setembro. A turnê passará pela Ásia e pela América do Norte, com datas de setembro até fevereiro de 2024.
No dia 19 de setembro foi anunciado que o grupo irá lançar o seu terceiro single japonês, LIT, no dia 6 de dezembro do mesmo ano.

### 2024-presente:Metamorphic
No dia 20 de maio de 2024, foi divulgado que o grupo está preparando seu comeback para o início de julho. No dia 1 de junho foi divulgado que o grupo lançará seu primeiro full album, Metamorphic, no dia 1 de julho com a title Cheeky Icy Thang.
No dia 10 de julho, foi anunciado que o grupo fará um fan meeting intitulado STAYC Movie Club nos dia 31 de agosto e 1 de setembro.
No dia 11 de julho foi anunciado que o grupo fará seu quarto comeback japonês com a versão japonesa de Cheeky Icy Thang e a musica original MEOW para o dia 21 de agosto. 

## Controvérsias

### Acusação de plágio
Em 16 de novembro de 2020, internautas coreanos notaram que uma parte do videoclipe de "So Bad" de STAYC se parecia com um videoclipe de Miley Cyrus, "Midnight Sky", devido a presença de vários ítens semelhantes, com a exceção de um ter animais e o outro não. Poucos dias após as acusações, a High Up Entertainment afirmou que não estava ciente do acontecido, pediu um feedback da produtora do videoclipe e se comprometeu a ficar mais atenta A produtora Rigend Film se pronunciou dizendo que não tinha a intenção de plagiar, que apenas usou elementos que já tinha usado em outros trabalhos, mas assim mesmo se desculpou.

## Outros empreendimentos

### Endossos
Em 1 de abril de 2021, foi anunciado que o grupo foi escolhido como como o rosto para a linha de cosméticos LG Household & Health Care's. Em 27 de julho, o grupo foi selecionado para a campanha de fones de ouvido da marca Philips. Em 2 de agosto, o grupo foi selecionado como o novo rosto da marca de lentes de contato LENS ME. No dia 10 de setembro elas foram confirmadas como o rosto da marca de bolsas de grife Samantha Thavasa, a marca de bolsas ecológicas My Shell e para linha de perfumes Celluver.
Em janeiro de 2024, o grupo foi anunciado como as modelos para a marca de doces Dalkom WangGa Tanghulu.

## Integrantes
- Sumin (hangul: 수민) nascida Bae Su-min (hangul: 배수민) em 13 de março de 2001 (24 anos)[58] em Pohang, Gyeongsang do Norte, Coreia do Sul.
- Sieun (hangul: 시은) nascida Park Si-eun (hangul: 박시은) em 1 de agosto de 2001 (23 anos)[59] em Seul, Coreia do Sul.
- Isa (hangul: 아이사) nascida Lee Chae-young (hangul: 이채영) em 23 de janeiro de 2002 (23 anos)[60] em Busan, Coreia do Sul.
- Seeun (hangul: 세은) nascida Yoon Se-eun (hangul: 윤세은) em 14 de junho de 2003 (22 anos)[61] em Pyeongtaek, Gyeonggi, Coreia do Sul.
- Yoon (hangul: 윤) nascida Shim Ja-yoon (hangul: 심자윤) em 14 de abril de 2004 (21 anos)[62] em Gwangju, Jeolla, Coreia do Sul.
- J (hangul: 재이) nascida Jang Ye-eun (hangul: 장예은) em 9 de dezembro de 2004 (20 anos)[63] em Daejeon, Chungcheong, Coreia do Sul.

## Concertos e Turnê

### Turnês principais
- STAYC 1ST WORLD TOUR [TEENFRESH]

## Prêmios e indicações

### Listicles
| Editora              | Ano  | Listicle                                            | Colocação | Ref.   |
| -------------------- | ---- | --------------------------------------------------- | --------- | ------ |
| Billboard Korea      | 2021 | Melhor Revelação                                    | Colocado  | [ 64 ] |
| Grammy               | 2021 | 5 Artistas Coreanos em Ascensão para Conhecer Agora | Colocado  | [ 65 ] |
| Forbes               | 2021 | Korea Power Celebrity (Estrela em Ascensão)         | Colocado  | [ 66 ] |
| Time                 | 2021 | 6 Grupos Revelações de K-pop para Assistir em 2021  | Colocado  | [ 67 ] |
| Shazam & Apple Music | 2022 | 5 Artistas Notáveis de 2022                         | Colocado  | [ 68 ] |